# Hannes Stefánsson
Hannes Hlífar Stefánsson (* 18. Juli 1972 in Reykjavík) ist ein isländischer Schachspieler.
In Innsbruck konnte er 1987 die U16-Weltmeisterschaft gewinnen. Die isländische Einzelmeisterschaft konnte er mehrmals gewinnen: 1998, 1999, 2001 bis 2008, 2010 und 2013. Er spielte für Island bei vierzehn Schacholympiaden: 1992 bis 2018. Außerdem nahm er siebenmal an den europäischen Mannschaftsmeisterschaften (1992, 2001, 2005, 2007 und 2013 bis 2017) und einmal an der Mannschaftsweltmeisterschaft (1993) in Luzern teil.
In der deutschen Bundesliga spielte er in der Saison 2003/04 für die Bremer SG, in der dänischen Skakligaen in der Saison 2014/15 für den Jetsmark Skakklub und in der tschechischen Extraliga in der Saison 2007/08 für TJ Tatran Litovel und von 2008 bis 2010 für die Mannschaft von Mahrla Prag, mit der er 2009 Meister wurde.
Bei der FIDE-Schachweltmeisterschaft 1999 schlug er in der ersten Runde Olexander Subarjew und schied in der zweiten Runden gegen Sergei Schipow aus. Bei der FIDE-Schachweltmeisterschaft 2000 scheiterte er in der ersten Runde an Viktor Bologan.
Im Jahre 1988 wurde ihm der Titel Internationaler Meister (IM) verliehen. Der Großmeister-Titel (GM) wurde ihm 1993 verliehen. 
| Hier fehlt eine Grafik, die leider im Moment aus technischen Gründen nicht angezeigt werden kann. Wir arbeiten daran! |